# Зодчі України кінця XVIII — початку XX століть. Біографічний довідник
«Зо́дчі Украї́ни кінця́ XVIII — початку XX столі́ть. Біографі́чний довідник» — підсумкове видання 1999 року про архітекторів на українських землях від доби класицизму до сецесії початку 20 століття.

## Хронологічні межі видання і назва
Видання частково виникло завдяки грошовому ґранту, котрий був наданий в 1996–1997 роках. Ґрант був наданий Центральним Європейським університетом за темою «Українська архітектура XIX ст. в контексті розвитку європейської культури». Але календарні терміни майже завжди не збігаються з термінами існування архітектурних стилів, тим паче в архітектурі. Тому довідник охопив кінець 18 століття, коли на землях України остаточно закріпився стиль класицизм та його різновид ампір. Бурхливий перебіг подій 19 століття не сприяв появі в 19 столітті якогось єдиного великого стилю, а мав співіснування відразу декількоїх стильових напрямків — пізнього класицизму з еклектикою, історичних стилів (необароко, неорококо, неогрек) з неоготикою, пізньої неоготики з сецесію. Тому хронологічні межі довідника перетнули межу 1900 року і доведені до 1917/1918 рр, коли насильницькі увірвали розвиток стилю модерн.
В книзі наведені короткі біографічні дані цілої низки провінційних архітекторів — від тих, чий творчий спадок нараховує десятки споруд в різних містах Ярославський Петро Антонович до маловідомих місцевих. Автор не часто акцентує національність архітекторів, адже стилістичні напрямки доби мали інтернаціональний характер, а діяльність деяких митців ніяк не пов'язана з їх історичною батьківщиною (всі споруди шотландців Чарльза Камерона та Адама Менеласа пов'язані з Російською імперією та Україною в її складі, дещо схоже — з італійцями Вікентієм Беретті, Луїджі Руска, Джакомо Кваренгі та ін.)
Як і кожне довідкове видання, воно має деякі недоліки. Не всі питання прояснені на цьому етапі, частка помилок вкралася мимоволі, бо помилки мають і історичні джерела, і свідчення сучасників, і мемуари. Автор довідника цілком слушно зауважив : 
| Матеріали для роботи були запозичені із джерел, виявлених у різні часи в державних архівах, краєзнавчих і історичних музеях України, а також у фондах наукових установ і в рукописних відділах низки бібліотек. Дуже багато цікавих відомостей було отримано в центральних архівах і музеях Росії: в Петербурзі і Москві. Досить вагомий масив інформації, зрозуміло, був взятий із літературних джерел. Однак, як відомо, далеко не всі друковані праці виконані на належному науковому рівні, чимало помилок припущено навіть у солідних енциклопедичних виданнях. Багато чого вдалося виправити. Але перевірити достовірність всіх даних одній людині в масштабах всієї України фізично неможливо, тому і в нашій роботі можуть залишитися прикрі неточності. Їх можна буде запобігти в другому виданні «Біографічного довідника», якщо читачі й фахівці знайдуть можливим повідомити свої враження і зробити відповідні зауваження. Там же плекаємо надію розглянути належним чином стильовий розвиток архітектури України і проілюструвати його найбільш яскравими пам'ятками. І, нарешті, неважко помітити, що залишилось чимало невідомого. У деяких митців невідомі навіть ініціали, у інших - вони не розкриті, в багатьох - не вдалося встановити дати життя. Чимало губернських і міських архітекторів наводиться з вельми скромним творчим доробком. Разом з тим, у списках пам'ятників архітектури тих областей, де вони працювали, налічуються десятки, а то й сотні споруд, автори котрих невідомі. Зрозуміло, що немало з анонімних споруд і виконано тими зодчих, що роками працювали в губернії чи місті. Тобто, для повноцінного довідника про зодчих треба розгорнути величезну пошукову роботу. Всі побажання, рекомендації і зауваження будуть не тільки з вдячністю прийняті, а й внесок рецензентів відзначений відповідним чином у наступному виданні праці, котра вкрай потрібна для подальшого розвитку українській історико-архітектурної науки. |

## Структура видання
- Першими ідуть «Вступне слово про видання» та передмова від автора.
- Творчі біографії архітекторів подані за абеткою, що полегшує пошук. Має місце вказівка на фах чи на посаду митця — скульптор, викладач тощо.
- Наприкінці наведено бібліографію та перелік скорочень.
- Видання не має світлин, що збільшило би об'єм видання і перетворило його на альбом. Світлини до видання — справа майбутнього.

## Про автора
Автор Володимир Іванович Тимофієнко — доктор мистецтвознавства, почесний член Академії архітектури України, завідувач відділу Інституту проблем сучасного мистецтва, НАОМА, Заслужений діяч науки і техніки України, відзначений двома Державними преміями України в галузі архітектури, 2002 року — «за фундаментальні дослідження в галузі історії архітектури України XVIII — початку XX століть» та 2007 року — за «фундаментальне видання „Історія Української архітектури“»

## Значення
Академіки НАН України І. Ф. Курас, В. М. Геєць, О. С. Онищенко і І. М. Дзюба називають цю «фундаментальну» та «ґрунтовну» працю «вагомим підсумком п'ятиріччя»  і вважають, що саме за неї Володимир Іванович Тимофієнко отримав свою першу Державну премію України в галузі архітектури.
Колектив співробітників Інституту проблем сучасного мистецтва академії мистецтв України вважає цей «чудовий бібліографічний довідник» «бібліографічною рідкістю, вшанованим небайдужим читачем». Так само вони стверджують, що за цю працю Володимиру Івановичу Тимофієнко була присуджена перша Державна премія України в галузі архітектури.
Кандидат архітектури, доцент кафедри Містобудування Львівської Політехніки Бобош Галина Євгенівна у своїй дисертації називає довідник «важливою працею, яка містить біографії архітекторів Галичини досліджуваного періоду та їх твори».